# Istihsan
 (juillet 2025).
Le contenu est difficilement compréhensible vu les erreurs de traduction, qui sont peut-être dues à l'utilisation d'un logiciel de traduction automatique.
Istiḥsan (arabe :اِسْتِحْسَان) est un terme arabe de droit musulman que l'on traduit par principe de préférence. Dans son sens littéral, cela signifie « considérer quelque chose de bien ». Les savants musulmans peuvent l'utiliser pour exprimer leur préférence pour des jugements particuliers de la loi islamique sur d'autres possibilités. C'est l'un des principes de la pensée juridique sous-jacents à l'interprétation savante ou ijtihad. 
Un certain nombre de différends existaient parmi les juristes classiques à propos de ce principe, les juristes hanafites l'adoptant comme source secondaire. Les partisans contemporains des mouvements libéraux au sein de l'islam ont utilisé l'istihsan et l'idée similaire d' istislah (arabe pour "juger approprié") comme principes éthiques pour favoriser les interprétations féministes et réformistes du Coran et de la Sunna, cherchant ainsi à réformer la loi islamique. 

## Étymologie
Istiḥsān (استحسان [istiħsaːn]) est un mot arabe dérivé du mot al-husn (الحسن) qui signifie bien, qui est l'opposé d' al-qubh (القبح), qui signifie mauvais. Le mot istiḥsān est utilisé pour exprimer "décorer ou améliorer ou considérer quelque chose de bien". Il s'applique également à désigner quelque chose vers lequel on est enclin ou que l'on préfère, même s'il n'est pas approuvé par d'autres. Techniquement, il a été défini de plusieurs manières par les juristes musulmans : 
- Bazdawi le définit comme s'éloignant des implications d'une analogie vers une analogie plus forte qu'elle[3].
- Al-Halwani le définit comme renonçant à une analogie pour une preuve plus solide du Coran, de la Sunna ou de l' ijma.
- Le juriste de Maliki, Ibn al-Arabi le définit comme sacrifiant certaines des implications d'une preuve à titre d'exception.
- Al-Karkhi définit Istihsan comme suit: Istihsan, c'est quand on prend une décision sur un certain cas différent de celui sur lequel des affaires similaires ont été tranchées sur la base de ses précédents, pour une raison qui est plus forte que celle trouvée dans des affaires similaires et qui nécessite une dérogation à ces cas[4].

## Types d'Istihsan
Un certain nombre de catégorisations ont été utilisées par les juristes : 
- Istihsan à travers le texte (nass)
- Istihsan sur la base du consensus (ijma)
- Istihsan sur la base de ce qui est bon (maruf)
- Istihsan sur la base de la nécessité (darurah)
- Istihsan sur la base des prestations (Maslahah)
- Istihsan sur la base de l'analogie (qiyas khafi)

## Reproches
Al-Shafi'i considérait celui qui pratique la préférence juridique comme un hérétique usurpant le seul droit de Dieu en tant que législateur de la loi islamique,. De même, al-Ghazali, qui est chaféite, qualifie l'istihsan de « source imaginaire ».  
Il a été avancé que cette critique tourne davantage autour de la signification linguistique du terme plutôt que de sa signification technique bien que l'érudition moderne considère les commentaires de Shafi'i comme une critique directe de la signification technique. Malik ibn Anas aurait été interrogé sur un divorce contraignant. Lorsqu'il a rendu sa réponse, un de ses disciples s'est rapidement emparé d'une tablette pour prendre note de cette décision. En réalisant ce que faisait son disciple, Malik lui a demandé de s'arrêter, remarquant que son opinion pourrait changer avant la tombée de la nuit.  
Sarakhsi souligne que certains juristes ont critiqué l'Istihsan au motif que l'analogie est abandonnée pour une opinion personnelle, ce qui est interdit dans l'islam. En effet, il a été utilisé d'abord par les hanafites qui l'ont défini en laissant entendre qu'il s'agissait d'un jugement subjectif. Il réfute cette compréhension comme incompréhensible, car aucun juriste ne renoncerait à une autorité pour quelque chose qui manquait de preuves. En fait, l'istihsan n'est rien de plus qu'une forme de qiyas, le fait de préférer un raisonnement par analogie à un autre.